# FC Amsterdam
FC Amsterdam byl nizozemský fotbalový klub z Amsterdamu. Vznikl roku 1972 sloučením klubů Door Wilskracht Sterk (založen 1907), Blauw-Wit Amsterdam (založen 1902) a Volewijckers (založen 1920). Zanikl roku 1982. Nejúspěšnějším ze zakladatelů klubu byl Door Wilskracht Sterk, známý též jako DWS, který se probojoval do čtvrtfinále Poháru mistrů evropských zemí 1964/65. Samotný FC Amsterdam hrál evropské poháry jednou, ale také úspěšně: postoupil rovněž do čtvrtfinále, tentokrát Poháru UEFA v sezóně 1974/75.

## DWS v Evropě
| Sezóna  | Soutěž | Kolo | Soupeř         | Skóre    |
| ------- | ------ | ---- | -------------- | -------- |
| 1964/65 | PMEZ   | Př.  | Fenerbahçe SK  | 3:1, 1:0 |
|         |        | 1/8  | Lyn Oslo       | 5:0, 3:1 |
|         |        | 1/4  | Vasas ETO Győr | 1:1, 0:1 |
| 1966/67 | VELP   | 2.   | Leeds United   | 1:3, 1:5 |
| 1967/68 | VELP   | 1.   | Dundee United  | 2:1, 0:3 |
| 1968/69 | VELP   | 1.   | Beerschot VAV  | 1:1, 2:1 |
|         |        | 2.   | Chelsea FC     | 0:0, 0:0 |
|         |        | 1/8  | Rangers FC     | 0:2, 1:2 |

## FC Amsterdam v Evropě
| Sezóna  | Soutěž | Kolo | Soupeř             | Skóre    |
| ------- | ------ | ---- | ------------------ | -------- |
| 1974/75 | UEFA   | 1.   | Hibernians FC      | 5:0, 7:0 |
|         |        | 2.   | Inter Milan        | 2:1, 0:0 |
|         |        | 1/8  | Fortuna Düsseldorf | 3:0, 2:1 |
|         |        | 1/4  | 1. FC Köln         | 1:5, 2:3 |